# Ex voto (Zárraga)
L'Ex voto (in spagnolo: Exvoto o San Sebastián), anche noto come Ex voto per San Sebastiano, è un dipinto realizzato tra il 1910 e il 1912 dall'artista messicano Ángel Zárraga. È un olio su tela che appartiene al genere pittorico dell'arte sacra e del modernismo. Le sue dimensioni sono di 1,85 metri per 1,34. L'Ex voto per San Sebastiano fa parte delle collezioni del museo nazionale d'arte del Messico dal 1982.

## Storia
Nell'opera di Zárraga si possono incontrare due costanti: il corpo e la religiosità. Egli aveva un certo gusto per i generi pittorici tradizionali, perciò realizzava soprattutto dei ritratti, delle nature morte e dei paesaggi che denotano l'affetto del pittore per certi insegnamenti accademici. Più o meno nel 1910 conobbe Modigliani, con il quale instaurò un'amicizia, fino alla sua morte nel 1920. Anni dopo, Zárraga ritornò in Messico, dove continuò la sua carriera da pittore. È importante menzionare il suo rapporto con Modigliani perché si pensa che questi sia stato il suo modello per il dipinto Ex voto per San Sebastiano.
Nel 1911, Zárraga tornò a Parigi, essendo questo il suo luogo di residenza permanente. Quello stesso anno dipinse Il dono (La dádiva) e terminò il San Sebastiano, presentandoli al Salone d'Autunno (e poi a Venezia). Ricevette dei commenti positivi dalla critica artistica. Grazie al suo successo venne eletto membro della giuria per la Selezione di pittura dell'anno successivo, nel 1912. Fu un artista prolifico che realizzò delle sceneggiature teatrali, degli articoli di giornale, delle poesie, delle illustrazioni per le riviste e dei dipinti murali.

## Descrizione

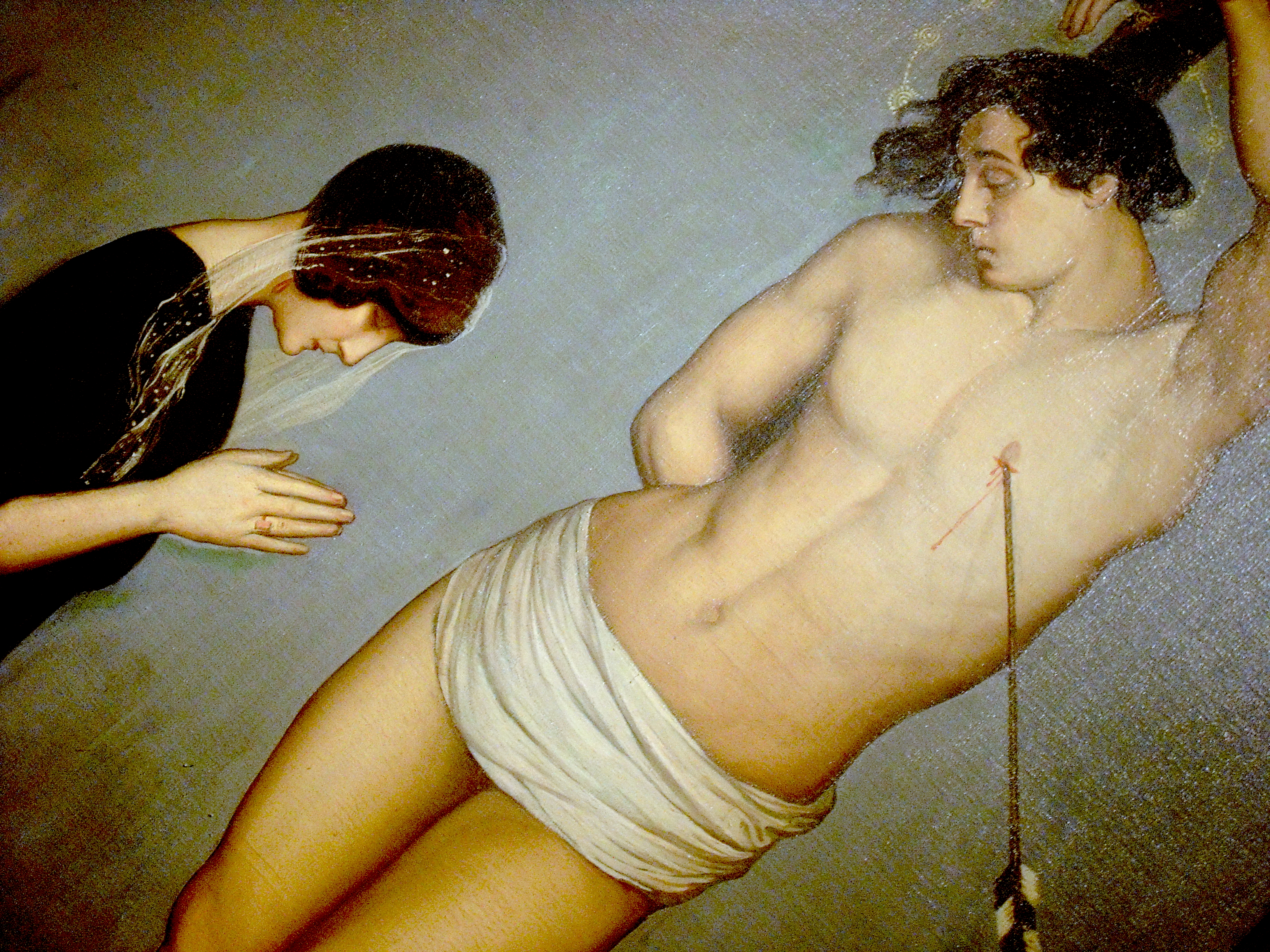
Un dettaglio del dipinto.

Il San Sebastiano è un dipinto simbolista. Sono presenti due figure. Alla sinistra si trova una donna in ginocchio davanti a un uomo seminudo, il quale denota della sensualità. La freccia che trafigge il suo petto lo identifica come san Sebastiano. L'opera ha come titolo Ex voto per il foglietto che si trova in basso a destra, sullo sfondo, e anche per la posa e il comportamento di entrambi i personaggi.
Zárraga rappresentò la donna con dei vestiti scuri, in contrasto con il santo, che è interamente illuminato. Entrambi gli elementi opposti, a sua volta, bilanciano la composizione. Il quadro non è solo religioso, ma si connette alla letteratura e alla filosofia, che creano un'atmosfera melancolica e poetica, con la quale si possono generare delle riflessioni intorno alle virtù e i vizi dell'essere umano.
La figura di Sebastiano si trova legato a un palo. La figura umana seminuda è languido, indossa dei sandali e si può vedere un'aureola con delle stelle sopra la sua testa. Una grande freccia con delle piume all'estremità gli trapassa il capezzolo destro. La donna inginocchiata sta pregando, con delle vesti da lutto. Lo sfondo è neutro, una parete grigia che colloca ambo i personaggi dentro una specie di cubo. Il santo assume una posa "leggermente femminile", anche perché san Sebastiano viene spesso associato all'omosessualità nell'arte.
Ángel Zárraga era un artista appassionato cattolico, e la possibilità di dipingere era un talento che doveva impiegare, dando onore e rappresentando "le verità essenziali che abbiamo dentro". Per questo nel suo dipinto sul tema degli ex voto e del martirio di san Sebastiano si può leggere la dedica seguente:
La rappresentazione del corpo umano è di proporzioni idonee, alludendo e riferendosi al divino. Zárraga usava sempre il corpo umano impiegando la bellezza classica e delle proporzioni perfette poiché riteneva che l'essere umano fosse la massima espressione del divino; nelle sue opere realizzò molti contrasti tra la gioventù e la vecchiaia, la bellezza e il declino, sempre in senso fisico. Qui si può notare il suo interesse per il disegno e la forma umana, la linea e il chiaroscuro come un'espressione della sua spiritualità.
Esiste inoltre una seconda versione dell'opera che venne venduta all'asta da Christie's.